# Máquina de escribir tailandesa

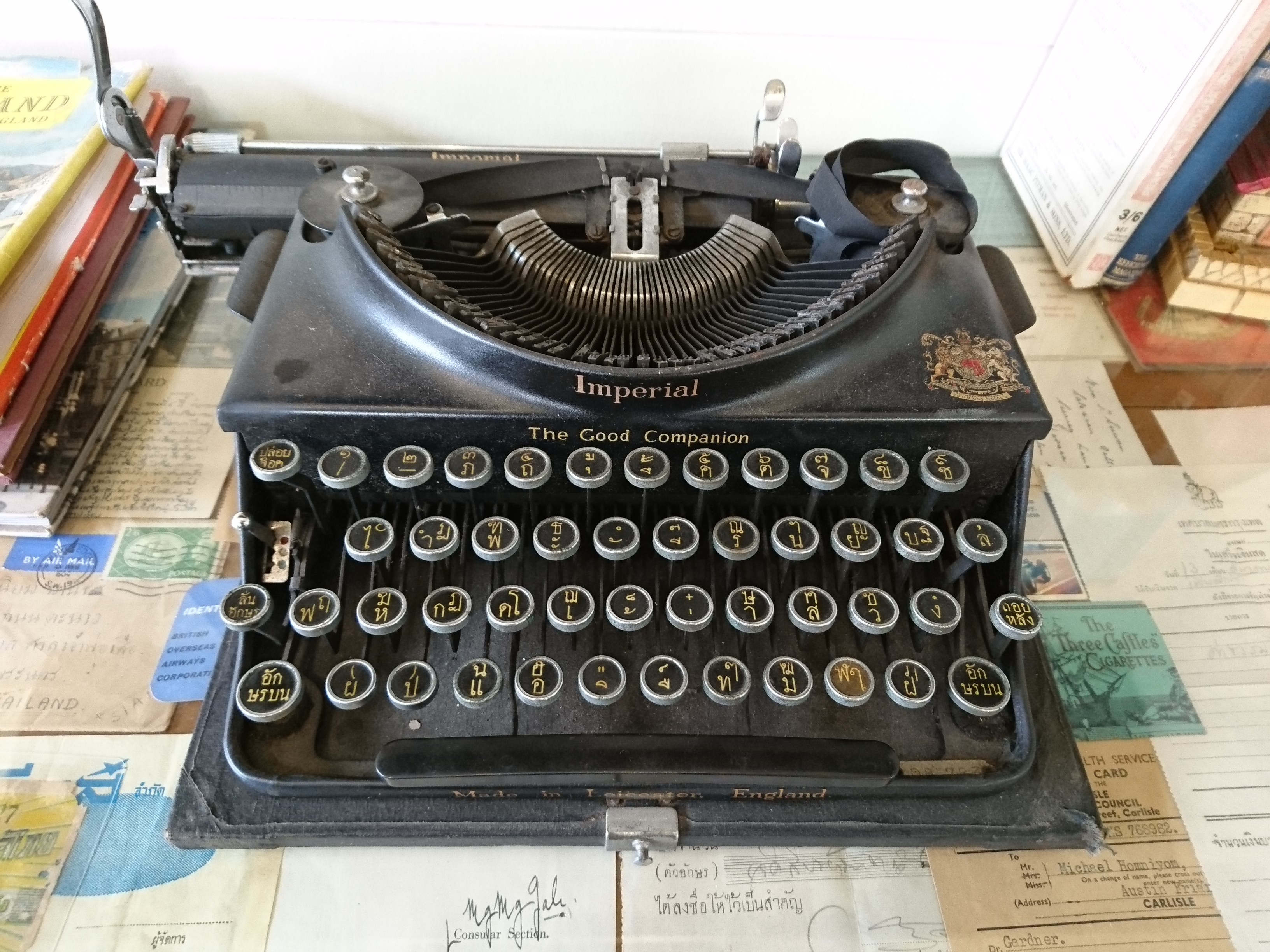
Una máquina de escribir Imperial, "The Good Companion", con el diseño tailandés Kedmanee. El modelo se fabricó desde 1932 hasta 1960.

Las máquinas de escribir con capacidad para imprimir la escritura tailandesa fueron desarrolladas por primera vez en 1891 por Edwin Hunter McFarland, basadas en los modelos Smith Premier de doble teclado. Se hicieron muy populares, especialmente para uso gubernamental, aunque su producción se suspendió en 1915 y posteriormente el hermano de Edwin , George B. McFarland, desarrolló nuevos diseños basados en turnos. La distribución de teclado tradicional, ahora conocida como Kedmanee, se introdujo en 1931 y se convirtió en el estándar "de facto", y siguió siendo popular incluso cuando la nueva distribución de Pattachote, introducida en 1965, fue respaldada oficialmente por el gobierno, pero no logró ganar terreno. El uso de máquinas de escribir disminuyó rápidamente hacia finales del siglo XX, cuando fueron desplazadas por las computadoras personales, aunque sus diseños sirvieron como precursores de los de los teclados de computadora modernos.
La máquina de escribir modificó la tipografía y la ortografía tailandesa de varias maneras, acelerando de manera significativa la obsolescencia de las consonantes kho khuat y th, que quedaron fuera de las primeras máquinas de escribir debido a limitaciones de espacio.

## Historia

### Primeras máquinas de escribir tailandesas
Tras la introducción y popularización de las máquinas de escribir en Occidente en la década de 1880, la primera máquina de escribir tailandesa fue desarrollada por Edwin Hunter McFarland, hijo del misionero estadounidense Samuel G. McFarland, nacido en Tailandia. En 1891, Edwin dejó su trabajo como secretario del Príncipe Damrong Rajanubhab (entonces Ministro de Instrucción Pública ) para trabajar con máquinas de escribir en Syracuse, Nueva York, para modificar la máquina de escribir Smith Premier recientemente introducida para caracteres tailandeses.

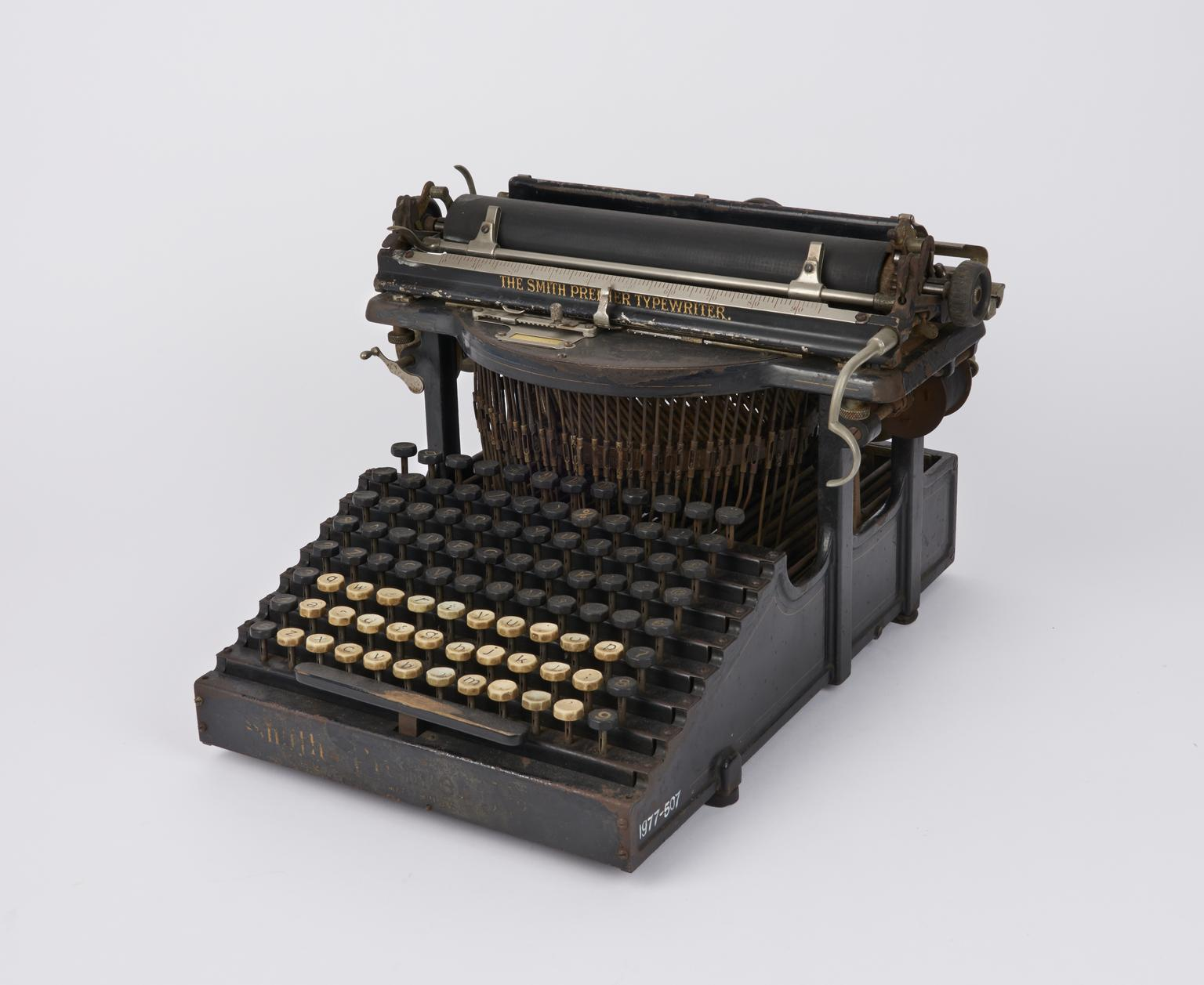
Una máquina de escribir Smith Premier No. 5, c. 1906. El No. 5, con 84 teclas, fue uno de los modelos modificados para la escritura tailandesa.

McFarland eligió el Smith Premier para su modelo base porque presentaba un teclado "doble" de siete filas (uno que incluía por separado teclas mayúsculas y minúsculas, sin mecanismo de cambio) que era lo suficientemente grande como para acomodar la mayoría de las 44 consonantes y más de 20 símbolos vocálicos y marcas tonales, además de dígitos y signos de puntuación. Sin embargo, no todos los caracteres pudieron encajar en las 76 teclas del modelo, y McFarland decidió excluir dos consonantes menos utilizadas,ฃ kho khuat yฅ kho khon, lo que contribuyó a su eventual obsolescencia.
McFarland llevó su máquina de escribir a Siam en 1892 y se la presentó al rey Chulalongkorn (Rama V), quien quedó impresionado y encargó 17 máquinas para uso gubernamental. Las máquinas de escribir pronto se volvieron indispensables en los asuntos gubernamentales y encontraron un uso intensivo, justo cuando se implementaban reformas centralizadoras para modernizar la administración del país a través de la burocracia en expansión.

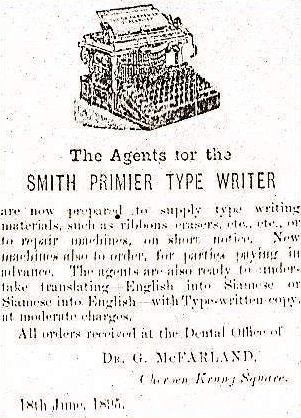
Un anuncio de 1895 en el Bangkok Times para el concesionario de máquinas de escribir Smith Premier, que luego se exhibió en la consulta dental de George B. McFarland.

Edwin McFarland murió en 1895, dejando el negocio de las máquinas de escribir a su hermano menor George B. McFarland, un médico que entonces era director del Royal Medical College del Hospital Siriraj . En 1897, George estableció un concesionario Smith Premier en Charoen Krung Road (en la esquina de la intersección Unakan en el área ahora conocida como Wang Burapha ), y el negocio floreció, importando y vendiendo miles de unidades solo en los años siguientes. En la década de 1910, se utilizaba en oficinas gubernamentales de todo el país, así como en muchas empresas privadas.

### Cambiar a diseños de turnos
Durante este tiempo, la marca Smith Premier había sido adquirida por Remington Typewriter Company, que en 1915 interrumpió la producción de modelos de doble teclado, que no eran adecuados para la mecanografía . Esto afectó negativamente a los usuarios tailandeses. Remington suministró a McFarland un modelo de reemplazo que utilizaba un diseño de turnos, pero fue rechazado por los usuarios, y McFarland recurrió a suministrar al mercado modelos más antiguos de segunda mano reacondicionados con tipos y llaves tailandeses. No fue hasta que McFarland, durante una visita a los EE. UU. en 1922, trabajó con Remington para crear un modelo tailandés portátil más nuevo (conocido por la marca Remington), que el sistema de turnos comenzó a ganar aceptación entre los usuarios tailandeses. Un trabajo adicional con Remington en 1925 dio como resultado una versión de escritorio que McFarland comercializó con éxito junto con la promoción del sistema de escritura táctil. Estableció una escuela de mecanografía, que ofrecía tres meses de capacitación gratuita por cada máquina de escribir comprada, y el sistema de turnos ganó fuerza entre los usuarios, reemplazando finalmente a las Smith Premier más antiguas.

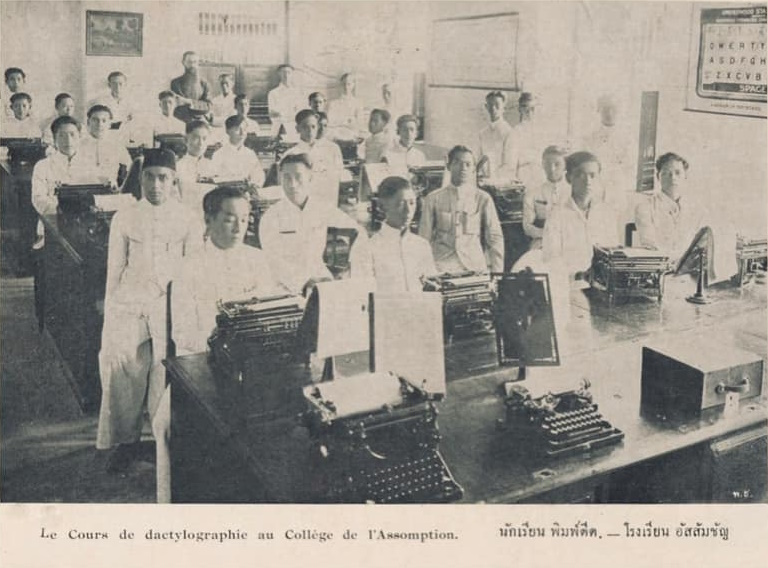
Clase de mecanografía en Assumption College, c. 1927. La escuela fue una de las primeras instituciones en capacitar sistemáticamente a sus estudiantes en mecanografía táctil.

Las primeras máquinas de escribir tailandesas tenían varios defectos de diseño. Por ejemplo, caracteres con ascendentes comoฝ faltaban y tuvieron que ingresarse comoผ . Las claves muertas para las vocales superiores e inferiores y las marcas tonales también debían escribirse antes de sus consonantes correspondientes, en inversión del orden de escritura habitual. McFarland trabajó para abordar finalmente estos problemas. Algunas fuentes afirman que trabajó con dos empleados, Sawat Makprayun y Suwanprasert Ketmanee, [lower-alpha 1] analizando 38 libros durante un período de siete años para rediseñar el diseño, que se publicó en 1931, mientras que otras Le damos crédito a Wiriya Na Sinlawan y al pastor Pluang Sudhikam [lower-alpha 2] como los desarrolladores con los que trabajó. En su biografía de McFarland, su esposa Bertha Blount escribe que el nuevo diseño fue desarrollado científicamente de modo que "más del cincuenta por ciento de las teclas pulsadas con mayor frecuencia se encuentran en el segundo banco [ fila principal ], y menos del diez por ciento requería el uso del cambio."  McFarland llevó el diseño rediseñado a Remington, quien lanzó nuevos modelos en consecuencia, y el diseño fue ampliamente adoptado, siendo adoptado también por fabricantes competidores.
Este diseño de teclas, que más tarde se conocería como el diseño Kedmanee en honor a su reputado diseñador, [lower-alpha 3] se convirtió en el diseño estándar de facto, utilizado por la mayoría de las máquinas de escribir en el mercado durante las décadas siguientes, incluso cuando se unieron las importaciones de Remington de McFarland. por las marcas Royal y Underwood de EE. UU., Imperial de Gran Bretaña y, lo más importante, en el período posterior a la Segunda Guerra Mundial, Olympia de Alemania Occidental. [lower-alpha 4] (Remington y Olympia serían consideradas las dos marcas de máquinas de escribir más populares en Tailandia. )

### Diseño de Pattachote

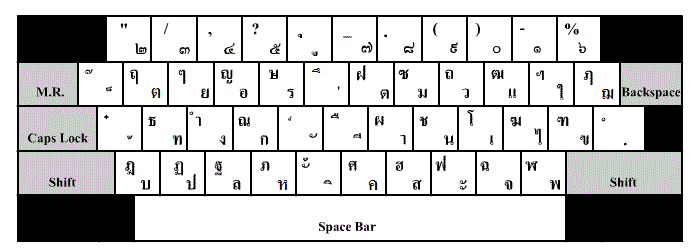
Mapa de distribución del teclado Pattachote

En 1965, Sarit Pattajoti, [lower-alpha 5] ingeniero del Departamento Real de Irrigación, analizó el uso clave del diseño de Kedmanee y descubrió que estaba muy desequilibrado (70%) hacia la mano derecha, especialmente el dedo meñique, que realizaba 19% de todas las pulsaciones de teclas. Propuso una nueva distribución del teclado basada en un modelo estadístico, que distribuía la carga principalmente entre los dedos más fuertes, cerca de la fila inicial, y de manera más uniforme entre las dos manos. Llegó a ser conocido como trazado de Pattachote.
Se descubrió que el nuevo diseño era un 26,8 por ciento más rápido y fue respaldado por el Gabinete por recomendación del Consejo Nacional de Investigación . Se alentó a los fabricantes a producirlas, se pidió a las unidades gubernamentales que eligieran máquinas de escribir Pattachote para sus adquisiciones y se envió a los empleados gubernamentales para que recibieran capacitación. Sin embargo, el cambio propuesto enfrentó una resistencia significativa ya que la gente estaba más acostumbrada al diseño de Kedmanee (que pasó a llamarse así durante este período). La mayor parte del sector privado no vio razones adecuadas para migrar y el diseño de Pattachote no logró ganar terreno. En 1973, tras el levantamiento del 14 de octubre que derrocó al anterior gobierno militar, se abandonó el intento de estandarizar Pattachote.
Cuando el Instituto Tailandés de Normas Industriales publicó su primer diseño estándar para teclados de computadora en 1988, el diseño Kedmanee se utilizó como base de su estándar TIS 820-2531. Los fabricantes de computadoras lo han seguido universalmente, aunque los principales sistemas operativos de computadora han permitido elegir entre el diseño Kedmanee o Pattachote a nivel de software.

### Rechazo
Aunque la tecnología de las máquinas de escribir tailandesas siguió evolucionando siguiendo las tendencias mundiales, su uso disminuyó rápidamente hacia finales del siglo XX, cuando fueron suplantadas por computadoras personales con capacidad de procesamiento de textos . La mayoría de los importadores (nunca se establecieron instalaciones de fabricación en el país, a pesar de que el distribuidor tailandés de Olympia había considerado brevemente hacerlo) se dirigieron a otras áreas de negocios o dejaron de operar por completo. A pesar de haberse diversificado, Vidhayakom Company, el importador de Remington nacido del negocio de McFarland tras su disolución durante la Segunda Guerra Mundial, cerró tras la crisis financiera de 1997, durante la cual el gobierno suspendió la adquisición de máquinas de escribir.
Hoy en día, existe un pequeño mercado para las máquinas de escribir antiguas entre coleccionistas y entusiastas, y un pequeño número de especialistas en reparación y restauración de máquinas de escribir continúan operando de forma independiente, aunque son los últimos de su generación, sin sucesores que puedan continuar con su oficio.

## Limitaciones y legado

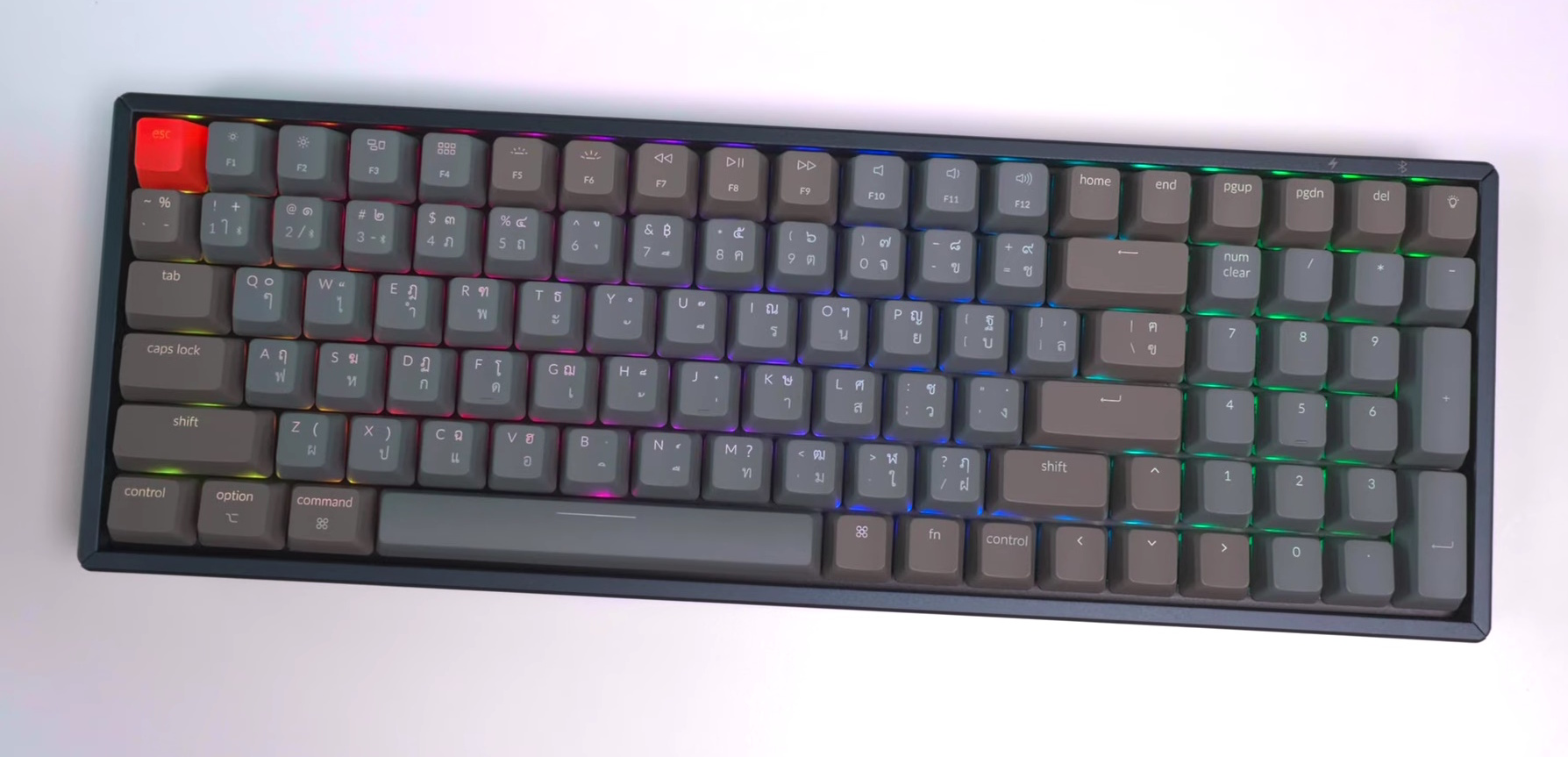
Un teclado mecánico moderno que muestra el diseño de Kedmanee.

Además de provocar la obsolescencia del kho khuat y el kho khon, el uso de máquinas de escribir también tuvo otros efectos en la tipografía y ortografía tailandesas. Algunos otros símbolos que quedaron fuera de los diseños originales de las máquinas de escribir permanecen en su mayoría sin uso y sin representación en los teclados de computadora actuales, a pesar de haber sido reintroducidos en los conjuntos de caracteres tailandeses estándar, incluido Unicode . Éstas incluyen◌๎ yamakkan (usado para indicar grupos de consonantes al escribir pali/sánscrito),๏ fongman (usado para marcar la apertura de una estrofa poética), y๚ angkhan khu y๛ khomut (usado para marcar el final de estrofas/secciones).
La escritura tailandesa consta de consonantes situadas en la línea de base, con símbolos vocálicos colocados delante, detrás, encima o debajo de ellas. Las marcas de tono se colocan encima de las consonantes, o más arriba de las vocales superiores, si corresponde. Como las máquinas de escribir sólo podían imprimir estos símbolos encima y debajo de la línea en posiciones verticales fijas, su introducción formalizó un concepto en la tipografía tailandesa donde los caracteres se separaban en cuatro niveles verticales: la línea base, dos encima y uno debajo. Esto tuvo un efecto en la ortografía del idioma, ya que, como resultado, una consonante solo podía tener un símbolo encima de la línea en cada nivel, y construcciones como เก็่ง</link> [kèŋ] se volvió imposible de escribir como símbolo vocal◌็ mai tai khu estaba en el mismo nivel superior que la marca de tono ◌่ mai ek . Posteriormente se abandonó esa ortografía y la palabra ahora se escribe como เก่ง</link>.
Si bien la separación de niveles no es necesariamente una restricción de la tipografía digital, las pautas de implementación estandarizadas continúan basándose en este paradigma, mientras que el posicionamiento vertical incorrecto de las marcas de tono sigue siendo un problema con algunas fuentes y aplicaciones digitales.
Al igual que la distribución del teclado de computadora basada en la de la máquina de escribir, las codificaciones de caracteres digitales del tailandés también heredaron secuencias de entrada de la práctica basada en la máquina de escribir, y los caracteres se ingresan de izquierda a derecha en orden visual, a diferencia de otras abugidas brahmánicas, donde la vocal siempre se ingresa después de la consonante, siguiendo el orden lógico. Como resultado, se deben tener consideraciones especiales para la clasificación algorítmica del texto tailandés, con el fin de clasificar correctamente las palabras con vocales iniciales por su consonante.